# Montignac-de-Lauzun
Montignac-de-Lauzun è un comune francese di 302 abitanti situato nel dipartimento del Lot e Garonna nella regione della Nuova Aquitania.

## Società

### Evoluzione demografica
Abitanti censiti